# Bauhinia sessilifolia
Bauhinia sessilifolia är en ärtväxtart som först beskrevs av Dc., och fick sitt nu gällande namn av Quinones. Bauhinia sessilifolia ingår i släktet Bauhinia och familjen ärtväxter. Inga underarter finns listade i Catalogue of Life.